# Dolmen de Clamarquier
Le dolmen de Clamarquier est un dolmen situé sur la commune de Le Rouret, dans le département des Alpes-Maritimes en France.

## Description
Le dolmen est inclus dans un grand tumulus ovale mesurant 15 m sur 10 m. La chambre funéraire est de forme rectangulaire (1,90 m sur 1,70 m) délimité par cinq orthostate et des murets en pierres sèches
Le mobilier funéraire recueilli se compose de pointes de flèches bifaces datées du Chalcolithique.